# Castromil (Vimianzo)
Castromil es un lugar de la parroquia de Salto en el ayuntamiento de Vimianzo en la comarca de Tierra de Soneira, provincia de La Coruña, Galicia, España.
- Datos: Q12385800

1. ↑  Worldpostalcodes.org, código postal n.º 15126.